# Carlos Augusto Schwarz da Silva
Carlos Augusto Schwarz da Silva (Bissau, 01 de dezembro de 1949 – 18 de fevereiro de 2014), conhecido popularmente por Pepito, foi um agrónomo e um ativista de causas antifascistas e do desenvolvimento sustentável, conhecido pelo seu espírito crítico, coragem cívica e pela sua visão, dinamismo e humanismo, era apelidado de “o fazedor de sonhos”.  

## Biografia
Carlos Augusto Schwarz da Silva, conhecido habitualmente por Pepito, nasceu em Bissau a 01 de dezembro de 1949, filho de Artur Augusto da Silva, advogado e Clara Schwarz, professora.
Pepito viveu com os pais em Bissau, onde estudou no Liceu Honório Barreto, hoje Liceu Kwame N’Krumah  e aos 16 anos, em 1966, após a prisão do pai, Artur Augusto da Silva, pela PIDE, é obrigado a viajar para Portugal e lá finalizar os seus estudos secundários.
Formou-se em 1975 como Engenheiro Agrónomo no Instituto Superior de Agronomia de Lisboa, onde conheceu a sua companheira, Isabel Levy, com quem se casou e teve três filhos. 
Enquanto estudante universitário foi um ativista das lutas estudantis e dos movimentos de contestação à ditadura, e militante da juventude Amílcar Cabral que na clandestinidade, defendia a independência da Guiné-Bissau. 
Acabaria por se fixar definitivamente na Guiné-Bissau em 1975, desempenhando funções técnicas no domínio da agricultura no Ministério da Agricultura. Criou nos anos 80 o Departamento de Experimentação e Pesquisa Agrícola e introduziu práticas agrícolas inovadoras na rizicultura, que viriam depois a generalizar-se.
Dando sequência ao trabalho desenvolvido anteriormente, foi na década de 90 cofundador da Organização Não Governamental (ONG) Acção para o Desenvolvimento, de que viria a ser Diretor Executivo até ao final da sua vida.
Dedicou-se de modo efémero à atividade política, como militante do Partido Africano da Independência da Guiné e Cabo Verde (PAIGC) , mais tarde foi deputado pelo Partido Unido Social Democrático (PUSD)  e Ministro do Equipamento Social, de 1999 a 2000, num Governo de Transição.
Distinguiu-se no domínio da comunicação social como impulsionador das rádios e televisão comunitárias ao serviço do meio rural. De destacar a criação do Museu de Guiledge e o papel de criação do projeto Caminho dos Escravos, centrado no património de Cacheu e da sua região. É autor de ensaios relativos à museologia e ao património da Guiné-Bissau e de um texto de carácter biográfico intitulado "A sombra do pau torto", dado a conhecer em 2008. 
O percurso profissional de Carlos Augusto Schwarz da Silva foi marcado pelo pensamento de Amílcar Cabral, por quem nutria uma grande admiração.

## Departamento de Experimentação e Pesquisa Agrícola (DEPA)
Em 1975 começa a trabalhar no Ministério do Desenvolvimento Rural, no âmbito do qual fundou e dirigiu o DEPA - Departamento de Produção e Experimentação do Arroz, designado mais tarde por Departamento de Experimentação e Pesquisa Agrícola. Criou três centros de pesquisa agrícola, em Contuboel, Caboxanque e Quebo. Defendia a pesquisa adaptativa, com segmentos de vulgarização e uma forte implicação dos camponeses. Paralelamente à pesquisa em estação, o Pepito foi um grande impulsionador da pesquisa no meio camponês, onde técnicos do DEPA e camponeses aprendiam uns com os outros e faziam avançar o conhecimento sobre a agricultura e o mundo rural. 
Pepito apostou na formação de uma série de quadros nacionais no estrangeiro, em pesquisa agrícola e outros domínios afins, para que estes mais tarde, integrassem o DEPA, e colocassem a sua capacidade técnica e de inovação ao serviço do desenvolvimento da agricultura no país. No DEPA, organizou vários seminários e os célebres “Encontros Nacionais de Técnicos Agrícolas”, que favoreciam reflexões, debates técnicos de alto nível e aprendizagem mútua.
Para além de incrementar a produção agrícola (orizicultura, fruticultura e horticultura em especial), o DEPA, sob a direção do Pepito, investiu na transformação e comercialização de produtos agrícolas, apostou na inovação e nas pequenas tecnologias, introduzindo descascadoras de arroz em inúmeras aldeias (tabancas), com o intuito de aumentar a produtividade e diminuir a dureza do trabalho das mulheres. Investiu na organização camponesa, tendo contribuído para o desenvolvimento do associativismo rural nas zonas de intervenção do DEPA e não só, do qual é expoente máximo a Associação de Fruticultores de Cubucaré, criada no âmbito do Programa Integrado de Caboxanque (PIC), uma iniciativa de desenvolvimento rural integrado levada a cabo pelo DEPA nos finais da década de 80. Por divergências de fundo com a nova direção do Ministério do Desenvolvimento Rural, Pepito deixa o DEPA em 1992. 

## Acção para o Desenvolvimento
Dando continuidade ao seu compromisso com o mundo rural e com as comunidades mais desfavorecidas, Pepito cria a ONG Acção para o Desenvolvimento (AD) a 9 de novembro de 1991, juntamente com um grupo de ex funcionários do Ministério da Agricultura, entre outros, Albino Tcherno Embaló, Alexandre Silva, Amadú Bailó Camará, António Alcalá Barbosa, Artur Silva, Celestino Costa, Isabel Pereira, José Filipe Fonseca, Maria Isabel Miranda, Nelson Gomes Dias, Roberto Quessangue, Rui Miranda e Vicente Blute. A AD foi a terceira Organização Não Governamental (ONG) criada a nível nacional, a seguir à ONG Alternag, fundada por Francisco Vera Cruz e à ONG Tiniguena, fundada por Augusta Henriques, todas em 1991. 
A AD ofereceu ao Pepito, grande liberdade, sem as amarras da tutela e um largo espetro de oportunidades que ele soube aproveitar para abrir novos horizontes, inovar e marcar de forma inequívoca o processo de desenvolvimento participativo e durável na Guiné-Bissau. Com a AD, ele investiu em quase todos os setores: agricultura, microfinanciamento, educação, formação profissionalizante, saúde, ambiente, informação e comunicação, cultura, desporto, lazer.
Amante de grandes desafios, desenvolveu iniciativas e projetos arrojados e inovadores que marcaram o seu tempo. São citados alguns, entre muitos, que Pepito implementou nas zonas de intervenção prioritárias da AD, no Norte e Sul do país e no Bairro de Quelélé, onde se encontra a Sede da Organização Não Governamental, Acção para o Desenvolvimento:

### Desenvolvimento Comunitário no Bairro de Quelelé
Como resultado da relação que foi sendo criada entre os moradores do Bairro de Quelelé e a ONG AD, Pepito e a sua equipa foram construindo gradualmente respostas às necessidades dos moradores, incluindo a projeção e criação de infraestruturas de dinamização juvenil e cultural, infraestruturas estas, que acabaram sendo geridas pela própria comunidade, de acordo com os princípios de trabalho comunitário defendidos por Pepito:
- Em 1994, Pepito encorajou a criação da primeira associação de moradores de bairro do país, liderada por Mussá Candé um parceiro único no percurso associativo e na dinamização de iniciativas de melhoramento das condições de saúde, com a construção do primeiro Centro de Saúde do Bairro de Quelelé, habitação, saneamento e água, tendo a AD e a Associação de Moradores de Quelelé, desempenhado um papel preponderante no desenvolvimento do Bairro também após o conflito militar de 1998. A construção deste Centro de Saúde permitiu o surgimento da dinâmica de desenvolvimento comunitário e urbano na Guiné-Bissau e permitiu igualmente, reduzir os riscos e perigos de parto, considerando as dificuldades de acesso ao hospital nacional[13][15].
- O Campo Polivalente para que os jovens pudessem praticar desporto (futebol, basquete e ténis) no próprio bairro[13].
- O Centro Juvenil Multimédia, um espaço onde os jovens podiam consultar jornais, livros e internet, assim como estudar[15].
- O Estúdio Bisson para a promoção de jovens artistas, formação de músicos, resgate da música tradicional e étnica, produção de álbuns de música e de DVDs, etc[15].
- O Centro de Animação Infantil que começou por ser um espaço de apoio às escolas do bairro em termos de material didático e que se transformou num centro de apoio ao curso de Auxiliares de Ação Educativa da Escola de Artes e Ofícios, funcionando como uma creche onde os alunos do curso realizam as aulas práticas e estágios curriculares[13][15].
- O Centro Cultural Juvenil criado para acolher manifestações artísticas diversas, incluindo peças de teatro, exposições de arte e de alfaiataria, feiras gastronómicas para a divulgação de pratos tradicionais, Carnaval do bairro, entre outras iniciativas[13].
- A Rádio Voz de Quelelé, a primeira rádio privada do país, dinamizada por jovens do bairro e com uma ampla cobertura ao nível da capital[1][13].
- A TV Klelé[16], também dinamizada por jovens do bairro e que atualmente é uma referência ao nível de produção de conteúdos audiovisuais, para além do seu caráter informativo[13][15].
- A Escola de Artes e Ofícios[17] (EAO) que começou por permitir o acesso fácil e rápido a cursos profissionalizantes a moradores do bairro e que atualmente constitui uma referência nacional na área da formação profissional com cursos que garantem a inserção no mercado de trabalho formal/informal[13][15].

### Comunicação Comunitária
Antecipando o impacto para o desenvolvimento, da criação de rádios e televisões comunitárias no país , num contexto de transição para o regime democrático, Pepito investe nos seguintes desafios que foram sendo gradualmente assumidos e geridos pelos jovens nas suas comunidades: 
- A criação, em 1994, da primeira rádio privada da Guiné-Bissau e dos PALOP, a Rádio Voz de Quelelé[1][18][19], no bairro onde se encontra a Sede da ONG AD, contando com a colaboração de José Henriques, ICAO, promotor de tecnologias modernas de comunicação[20]. Esta rádio desempenhou um papel significativo no combate à epidemia de cólera ocorrida em 1994, tendo contribuído para uma baixa incidência de casos, e mais tarde durante as eleições legislativas de 2004, ao fazer a cobertura sistemática do processo eleitoral[20]. Em 2002, já existiam mais 11 rádios comunitárias novas a cobrir todo o território nacional, muitas em zonas recônditas, à exceção da região de Biombo. A AD, criou ao todo, seis rádios comunitárias que funcionam como um importante instrumento de comunicação, de representação das preocupações e interesses das comunidades locais, de resgate de valores culturais, da prática da cidadania e de informação, uma voz independente e apoiou a criação de outras três.
- A criação, em 2001, da primeira Televisão Comunitária, a TV Klelé[16] como outro meio de comunicação e animação comunitária. Constituída à volta de uma dezena de jovens do bairro de Quelélé, esta TV começou por gravar emissões de cerca de 45 minutos, contendo noticiários, informações úteis e programas temáticos (lixo, cólera, centro de próteses, etc.) que eram passados duas vezes por mês no interior do bairro de Quelélé, através de um monitor de televisão alimentado por um pequeno gerador portátil. Posteriormente, foram criadas outras duas televisões comunitários no interior do país, a TV Massar em Cantanhez e a TV Bagunda de São Domingos.
- O apoio à criação, em 2002, da Rede Nacional das Rádios Comunitárias da Guiné-Bissau (RENARC), que passou a coordenar e a dinamizar as atividades de formação, concertação e reflexão entre rádios e a incentivar a troca de experiências no domínio das inovações, circulação de produções radiofónicas[15][19].

### Formação profissionalizante e profissional
A questão da formação foi sempre uma questão central para Pepito que sempre procurou criar oportunidades de formação de quadros no estrangeiro ou no país como forma de motivá-los, mas sobretudo como forma de investir em conhecimentos técnicos ao serviço do desenvolvimento do país. Já na ONG AD, Pepito cria:
- A Escola de Artes e Ofícios (EAO)[17] em 2002, com vista a lutar contra a pobreza e a exclusão social, através da formação profissional, reforçando e inovando as competências técnico-profissionais de jovens, permitindo-lhes ter maior capacidade de inserção no mercado de trabalho e um rendimento económico[13][17]. A EAO começou por realizar cursos profissionalizantes como serralharia, eletricidade, informática, produção de batique, tinturaria, serigrafia, transformação de fruta, corte e costura destinados aos moradores do Bairro de Quelelé e nas últimas duas décadas, sob a direção de Jorge Handem, tem sido uma referência nacional na área da formação profissional com cursos, como Eletricidade, Eletrónica, Painéis Solares e Eletrobombas Solares, Artes Domésticas e Culinária, Pastelaria/panificação, Jornalismo, que garantem a inserção no mercado de trabalho, incluindo o curso de Ação Educativa que constitui um caso de sucesso com uma taxa de 100% de saída profissional[17].
- O Centro de Formação Rural de São Domingos (CENFOR) em 2003, nas instalações da antiga Escola de Poceiros de São Domingos, entregue pelo Governo da Guiné-Bissau à AD, para a formação de jovens em atividades profissionais, programas de desenvolvimento rural e de gestão ambiental, procurando também, reduzir a probabilidade de emigração de jovens para Bissau ou países vizinhos[21]. Especializado em cursos profissionalizantes como o de Transformação de Frutas e Legumes e o de Tinturaria de Panos, o CENFOR começou por promover sobretudo as mulheres e jovens raparigas. O espaço também foi concebido como um local privilegiado de debate nacional das questões do mundo rural[21].

### Ambiente e Inovação
O ambiente foi uma das preocupações sempre presente na vida profissional de Pepito, desde as desmatações, queimadas, o uso indevido de terrenos e dos recursos naturais, aos efeitos nefastos provocados por estas ocorrências. Neste setor, como em muitos outros, Pepito dedicou-se ao ativismo político, tendo apostado noutras iniciativas com uma visão estratégica:
- A primeira Escola de Verificação Ambiental (EVA), é criada em 1995, em Suzana, no Norte da Guiné-Bissau, tendo sido criadas ao todo, cerca de 30 EVA[22] em Cacheu, Tombali e Quelelé. “Uma escola ao serviço da comunidade”, é o lema das EVA, que investem desde sempre na formação de cidadãos com valores e comportamentos favoráveis à proteção e restauração do ambiente e à gestão útil de recursos e que vão introduzindo tecnologias amigas do ambiente para responder às necessidades da comunidade. A produção de sal solar (diminuição da carga horária e física para as mulheres), a construção de fogões melhorados (redução do consumo de carvão) e o repovoamento dos mangais (proteção da biodiversidade), são alguns dos exemplos de iniciativas desenvolvidas nas EVA, com efeito multiplicador nas comunidades[22].
- A Gestão Comunitária da Floresta de Cantanhez tinha o objetivo de promover a criação de territórios de desenvolvimento, com o envolvimento de diferentes atores em dinâmicas de valorização e preservação dos recursos locais, incluindo a criação de Comités de Gestão de Territórios de Regulado, constituídos pelos régulos, seus conselheiros, líderes das principais associações de agricultores, mulheres e jovens e técnicos da AD, para a discussão de programas de desenvolvimento, as suas implicações ambientais, os problemas de preservação dos corredores de animais selvagens criados entre as 14 Matas, as alternativas técnicas menos penalizadoras dos recursos naturais, a identificação de guardas comunitários e as medidas de conservação da biodiversidade[13][15].
- O ecoturismo desenvolvido no Sul do país, EcoCantanhez[23], que visava a proteção da biodiversidade e da cultura da zona, e a dinamização do turismo ecológico, histórico, cultural e científico, foi um projeto financiado pela União Europeia e AIN e que englobava uma série de ações que promoviam a comunidade e os seus recursos, como por exemplo, a formação de guias ecoturísticos para visitas às 14 matas que compõem a Floresta de Cantanhez, definição de percursos fluviais no rio Cacine e afluentes, visitas ao Ilhéu de Melo, à Ilha de Nuno Tristão ou ao Parque Natural Marinho de João Vieira e Poilão e de itinerários pedestres para a observação da fauna selvagem[24].

### História e Cultura
Pepito acreditava na força que a história e a cultura representam enquanto fator de coesão, mobilização nacional e de desenvolvimento. Será nesta perspetiva que Pepito começa a desenvolver no âmbito da AD, projetos específicos de resgate da cultura e da história da Guiné-Bissau, entre outros, os de maior destaque:
- Realizando o impactante Simpósio de Guiledge  em 2008, que contou com a participação ativa dos protagonistas desta guerra guineenses, ministérios, organizações internacionais como a Fundação Mário Soares e o Instituto Marquês Vale de Flor, quadros técnicos nacionais, investigadores e outros colaboradores nacionais e estrangeiros.
- Construindo na Floresta de Cantanhez, o Museu Memória de Guiledge[25] em 2009, localizado no antigo quartel militar português de Guiledje, o único espaço museológico na Guiné-Bissau, sobre a luta de libertação nacional para a independência, associa a memória dos cinco povos envolvidos nesse momento histórico: bissau-guineense, cabo-verdiano, português, guineense e cubano. Este Museu pretende promover o resgate da memória coletiva e individual dos que combateram na luta de libertação da Guiné-Bissau.
- Realizando o Festival Quilombola “Caminho dos Escravos” em 2010[26], em que descendentes de antigos escravos saídos de Cacheu para o Maranhão, no Brasil, “regressaram” à sua terra de origem. Esta iniciativa contou com o apoio da população de Cacheu e de todas as aldeias/tabancas envolvidas: Bolol, Caió, Calequisse, Canchungo e Cobiana[27].
- Construindo, também em Cantanhez, o Museu do Ambiente e Cultura de Guiledge[28]  em 2013, com o intuito de dar a conhecer o ecossistema da zona e a cultura dos diferentes grupos étnicos que habitam o sul do país.
- Iniciado em 2013, o processo de construção do Memorial da Escravatura e Tráfico Negreiro de Cacheu, num local dos mais ricos da história da Guiné-Bissau, que procura trazer à luz uma parte marcante da história quase desconhecida das novas gerações e contribuir para a dinamização do turismo e redescoberta das riquezas da cidade de Cacheu[13]. Este foi o derradeiro projeto de Pepito, que foi edificado e aberto ao público em 2016[8], com o financiamento da União Europeia e os esforços da ONG Acção para o Desenvolvimento (AD), da Associação Italiana Interpreti Naturalistici (AIN), da Cooperativa Agropecuária de Jovens Quadros Guineenses (COAJOQ) e da Fundação Mário Soares, Portugal[8].

## Atividade Política
Enquanto estudante universitário foi um ativista das lutas estudantis tendo sido Presidente da Associação de Estudantes do Instituto Superior de Agronomia, em 1972, onde defendeu a corrente “por um ensino popular”, juntamente com Alberto Matos, entre outros.
Participou em movimentos de contestação à ditadura, e foi militante da juventude Amílcar Cabral que na clandestinidade, defendia a independência da Guiné-Bissau. 
Pepito envolveu-se ainda com o processo de construção da paz e da democracia na Guiné-Bissau, muito em especial por ocasião do conflito político-militar desencadeado a 7 de junho de 1998, através da Rede de Solidariedade com o Povo da Guiné-Bissau tendo sido um dos mentores e dinamizadores desta Rede, criada nesse período, em Lisboa. 
Enquanto Ministro do Equipamento Social no Governo de Transição de 1999 a 2000, colocou em ação projetos guardados em gavetas como o acordo com a empresa de telecomunicações Orange, a transição para o novo aeroporto internacional de Bissau e a melhoria das condições salariais dos estivadores. 
Mais tarde na sétima legislatura, em 2004, representou o círculo 28 na Assembleia Nacional Popular da Guiné-Bissau, como Deputado da Nação.
Participou na criação de várias plataformas e redes de ONGs, visando o reforço e ampliação das vozes das ONGs membro no debate político em prol de causas de interesse comum.